# Pfons
Pfons ist eine ehemalige Gemeinde mit zuletzt 1224 Einwohnern (Stand 1. Jänner 2021) im Bezirk Innsbruck-Land in Tirol (Österreich). Die ehemalige Gemeinde liegt im Gerichtsbezirk Innsbruck.
Die gleichnamige Katastralgemeinde ist mit der ehemaligen Gemeinde deckungsgleich und liegt heute in der Marktgemeinde Matrei am Brenner.

## Geografie
Pfons liegt im nördlichen Wipptal, östlich der Sill, unmittelbar angrenzend an Matrei am Brenner. Das ausgedehnte Gebiet der ehemaligen Gemeinde umfasst die Weiler und Höfe der östlichen Wipptalterrasse bis zum Navistal. Die Grenze im Westen bildet die Sill, im Nordwesten liegt der tiefste Punkt mit 880 Meter über dem Meer. Nach Osten steigt das Land auf bis zu 2790 Meter in der Grünbergspitze in den Tuxer Alpen an. Die Entwässerung erfolgt über den Falkasanerbach, der die Grenze im Norden bildet, den Riggelesbach und den Pfoner Bach, alles rechte Nebenbäche der Sill.
Die Katastralgemeinde (gebietsident mit der namensgleichen ehemaligen Gemeinde) umfasst 21,72 Quadratkilometer. Davon sind:
- 12 % landwirtschaftliche Nutzfläche,
- 45 % bewaldet,
- 29 % Almen und
- 13 % hochalpines Gelände.[1]

Die Gemeinde gliederte sich in zwei Ortschaften (Einwohner Stand 1. Jänner 2025):
- Pfons (574 Ew.) mit Arztal, Gedeir, Oberpfons, Ried, St. Margaretha, Waldfrieden und Wiesengrund
- Schöfens (636 Ew.) mit Altstadt und Haslachsiedlung

### Nachbargemeinden der ehemaligen Gemeinde
|                   | Ellbögen                                    | Tulfes |
| Mühlbachl         | Kompassrose, die auf Nachbargemeinden zeigt |        |
| Matrei am Brenner |                                             | Navis  |

## Geschichte

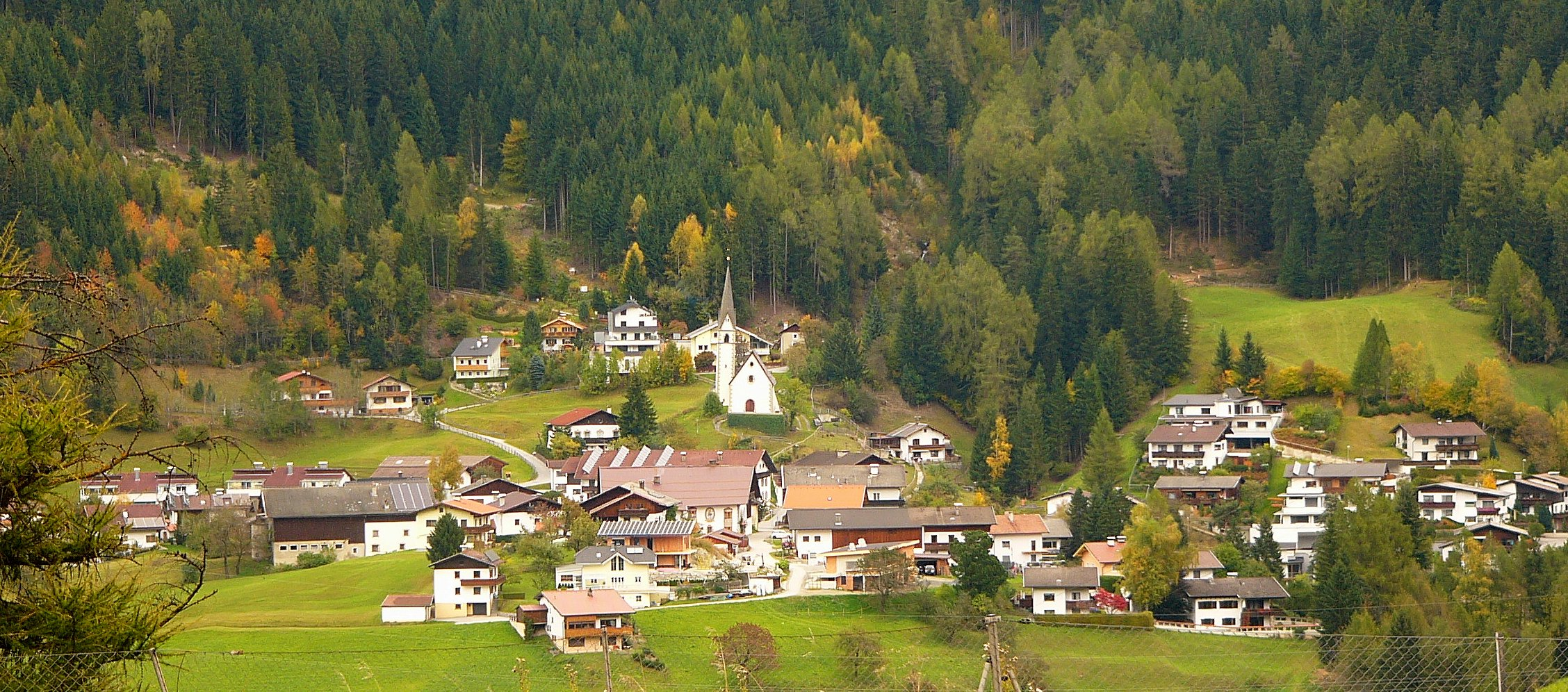
Pfons vom Rastplatz der Brennerautobahn aus gesehen

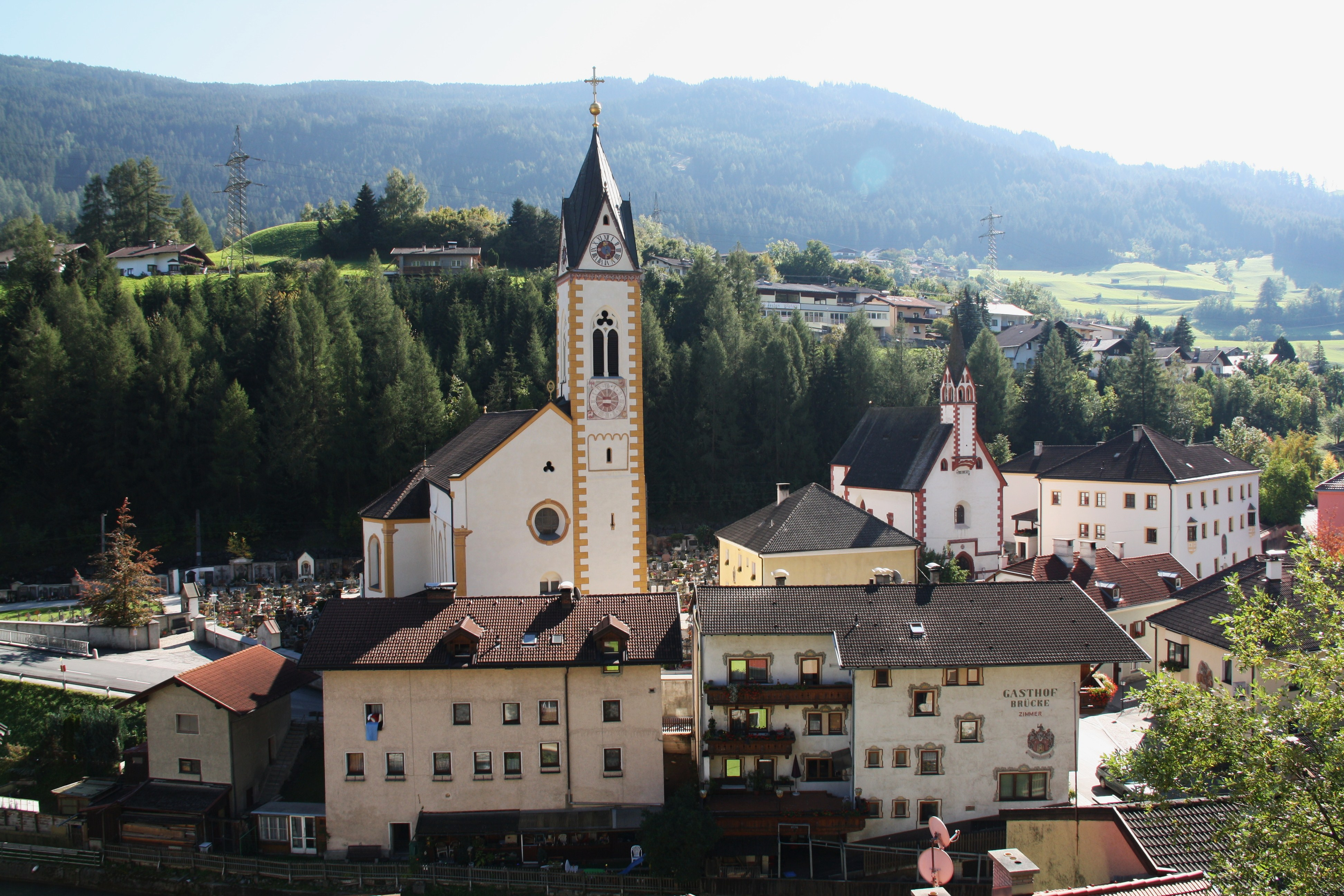
Blick auf die Altstadt mit der Pfarrkirche Matrei

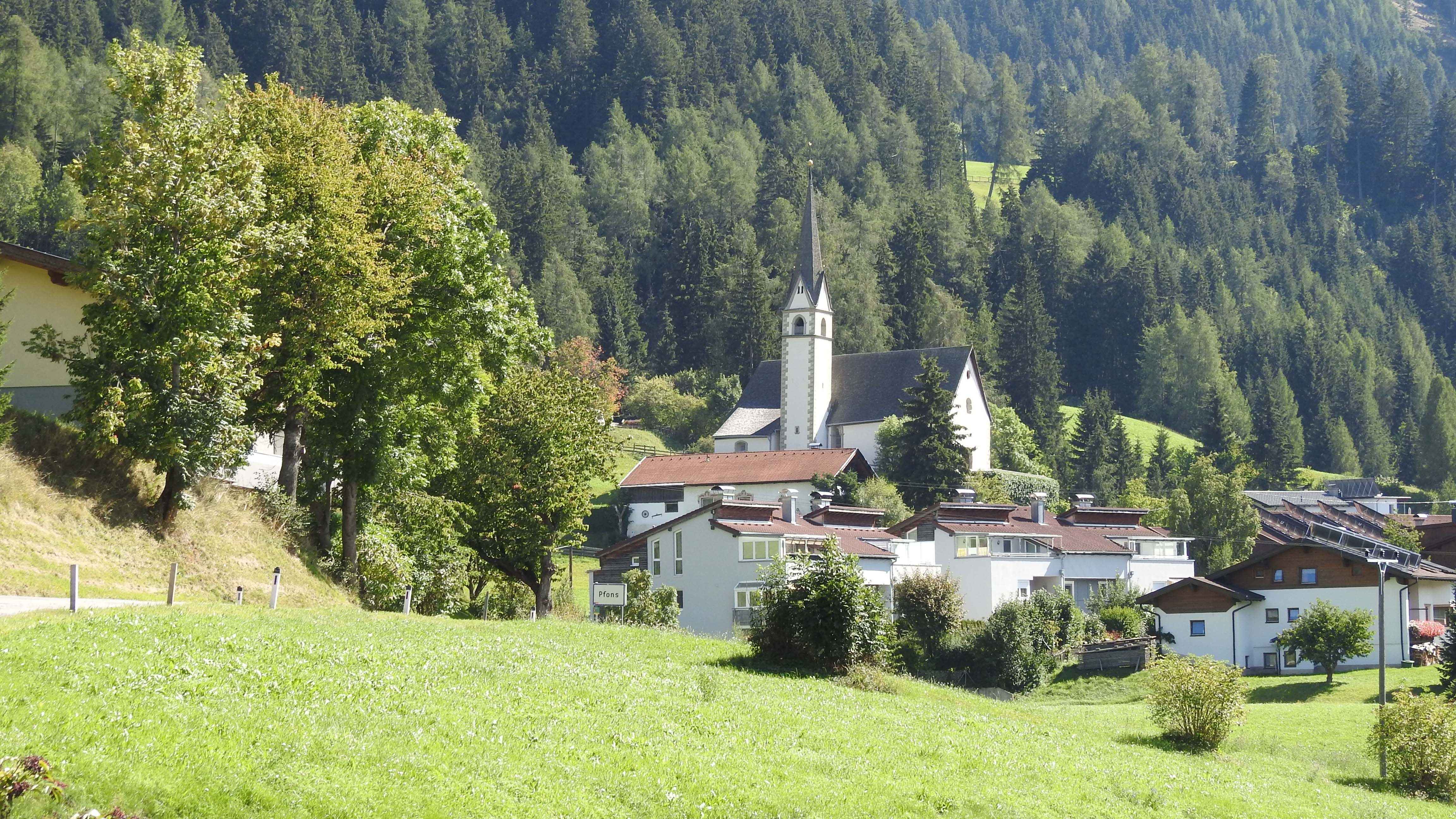
Pfons von Norden

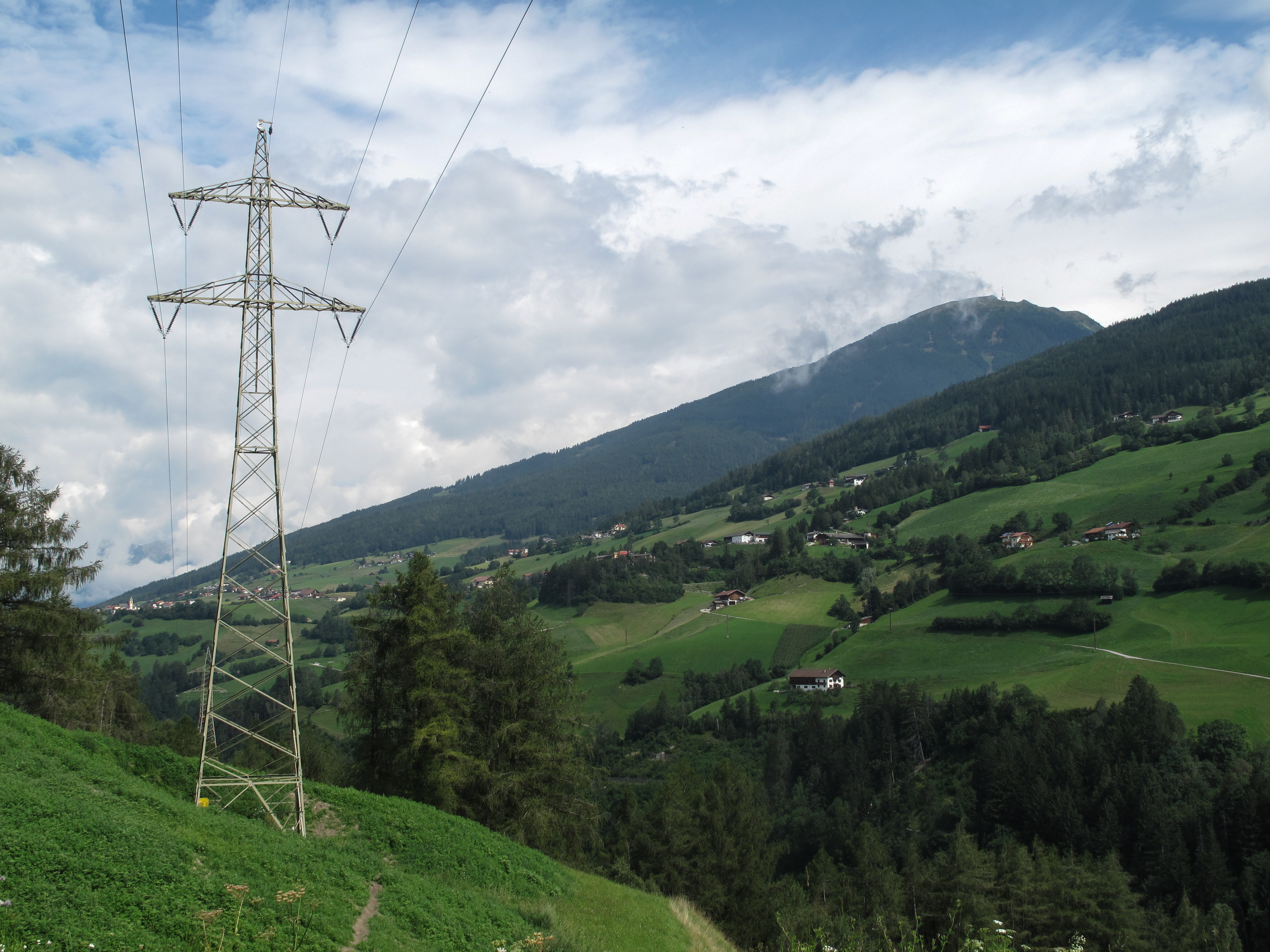
Wiesengrund-Obpfons, Panorama von zwischen Matreiwald und Mühlbachl

Die Namensherkunft von Pfons ist ungeklärt. Der Name stammt entweder von „phanes“ bzw. „fanes“ (Berghang) oder von „pons“ (Brücke) ab. Um 1030 wird „Pfans“ erstmals urkundlich genannt, um 1140/47 taucht der Name „Phanese“ auf. Die erste urkundliche Nennung des Ortsteils Schöfens („Schevens“) erfolgte 1315.
Die Burg oberhalb von Schöfens wurde bereits 1257 Nornholz oder Nardenholz genannt. Sie war Sitz des Geschlechtes der Arnholzer, was zur Namensänderung „Burg Arnholz“ führte. Im 16. Jahrhundert wurde das Gebäude um einen Rundturm erweitert.
Seit 1811 war Pfons eine selbständige Gemeinde. Eine Gemeindezusammenlegung mit Matrei am Brenner und Mühlbachl wurde 1974 durch eine Volksabstimmung abgelehnt, bei einer erneuten Abstimmung im Herbst 2020 allerdings befürwortet, diese trat am 1. Jänner 2022 in Kraft.

### Bevölkerungsentwicklung

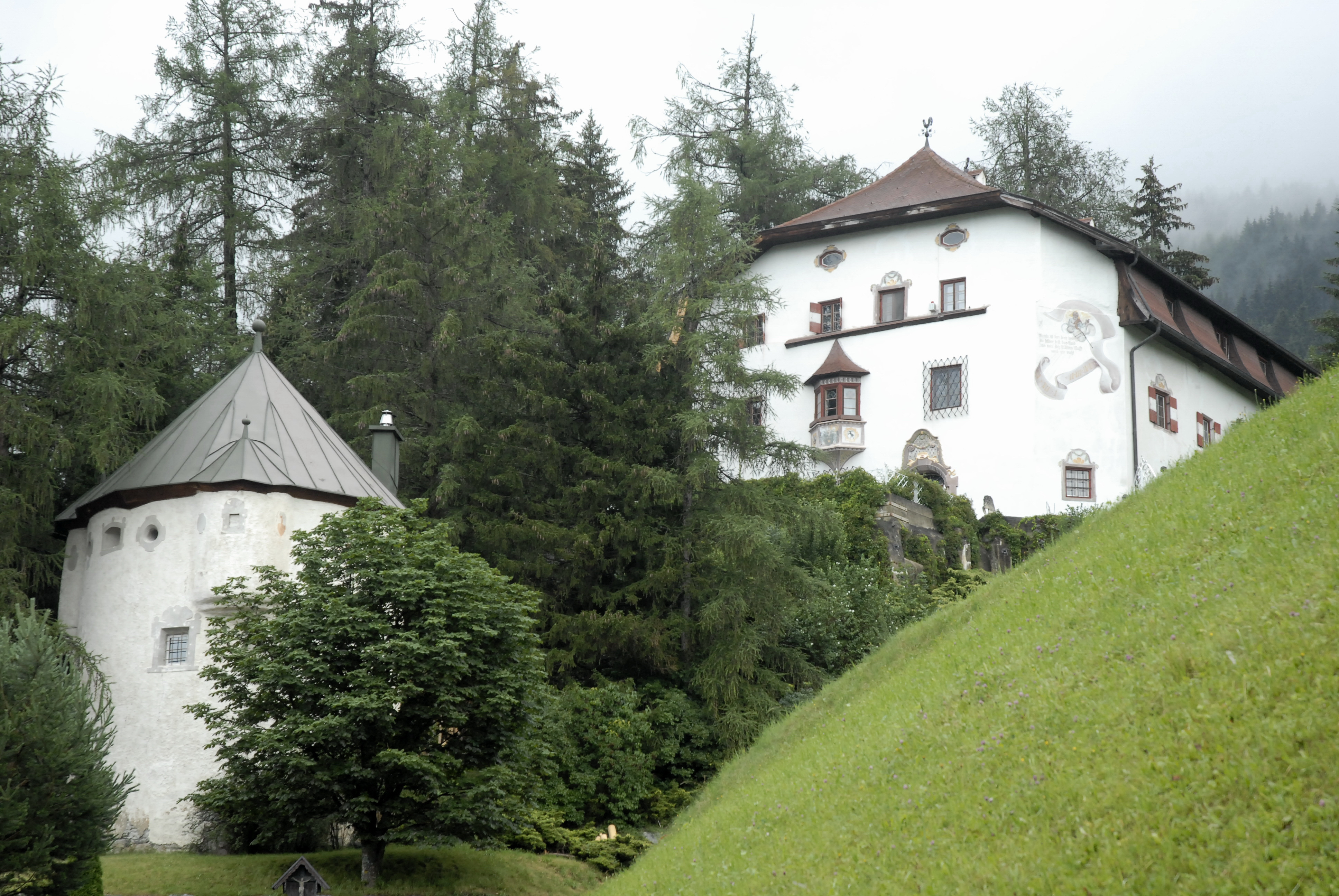
Burg Arnholz, auf die im Wappen verwiesen wird

EinwohnerJahr200400600800100012001400186018901920195019802010EinwohnerEinwohnerentwicklung von Pfons

## Kultur und Sehenswürdigkeiten
- Filialkirche hl. Margareta
- Pfarrkirche Mariä Himmelfahrt, Sitz der Urpfarre Matrei am Brenner
- Friedhofskirche hl. Johannes
- Kapelle hl. Nikolaus in Schöfens
- Kapelle in Gedeir
- Burg Arnholz
- Latschburg

## Wirtschaft und Infrastruktur

### Wirtschaftssektoren
Im Gebiet oberhalb des Ortes wurde früher der Matreier Marmor (Matreier Serpentin) abgebaut, der als Dekorationsstein in vielen Kirchen Tirols, aber auch in der Ausgestaltung des Burgtheaters und des Naturhistorischen Museums in Wien Verwendung fand.
Von den 37 landwirtschaftlichen Betrieben des Jahres 2010 wurden acht im Haupt-, 25 im Nebenerwerb, eine von einer Personengemeinschaft und drei von juristischen Personen geführt. Diese drei bewirtschafteten mehr als achtzig Prozent der Flächen. Im Produktionssektor arbeiteten 21 Erwerbstätige in der Bauwirtschaft und 14 im Bereich Herstellung von Waren. Die wichtigsten Arbeitgeber des Dienstleistungssektors waren die Bereiche soziale und öffentliche Dienste (88) und Verkehr (27 Mitarbeiter).
| Wirtschaftssektor            | Anzahl Betriebe | Anzahl Betriebe | Erwerbstätige | Erwerbstätige |
| Wirtschaftssektor            | 2011            | 2001            | 2011          | 2001          |
| ---------------------------- | --------------- | --------------- | ------------- | ------------- |
| Land- und Forstwirtschaft 1) | 37              | 43              | 017           | 010           |
| Produktion                   | 18              | 13              | 035           | 026           |
| Dienstleistung               | 45              | 24              | 153           | 118           |

1) Betriebe mit Fläche in den Jahren 2010 und 1999

### Arbeitsmarkt, Pendler
Im Jahr 2011 lebten 673 Erwerbstätige in Pfons. Davon arbeiteten 100 in der Gemeinde, 85 Prozent pendelten aus.

### Infrastruktur
Gemeinsam mit Matrei und Mühlbachl hatte Pfons auch vor der Gemeindefusion viele infrastrukturelle Einrichtungen, insbesondere im Ortsteil Altstadt.
- Eisenbahn: Durch den Westen von Pfons verläuft die Brennerbahn. Der Bahnhof Matrei befindet sich direkt an der Grenze der Katastralgemeinde.
- Straße: Am linken Sill-Ufer verlaufen die Brenner Autobahn A 13 und die Brennerstraße B 182. Von dieser zweigt bei Pfons die alte Salzstraße über Ellbögen nach Hall ab, die heutige Ellbögener Straße L 38.

## Politik

### Gemeinderat
Der Gemeinderat bestand bis zur Auflösung Ende 2021 aus 13 Mitgliedern.
- Nach der Gemeinderatswahl 2010[11] hatte der Gemeinderat folgende Verteilung:

7 Bürgerliste Pfons Argen Woertz, 6 Heimatliste Pfons.
- Seit den Gemeinderats- und Bürgermeisterwahlen 2016 hatte der Gemeinderat folgende Verteilung:
  - 6 Miteinander für Pfons
  - 5 Fair und transparent für unser Pfons
  - 2 Pfons-Aktiv – Vbgm. Erich Schafferer

### Bürgermeister
- 1992–2016 Argen Woertz
- 2016–31. Dezember 2021 Alexander Woertz[12]

### Wappen
Das Pfoner Gemeindewappen zeigte auf gelbem Grund einen blauen Hahn, der in der rechten Kralle einen Hammer hält. Dabei verweist der Hahn auf den ersten bekannten Besitzer der Burg Arnholz. Der damalige Abbau von Serpentin findet sich im Hammer des Hahnes wieder.